# Paul J. Walter
Paul Josef Walter (* 30. September 1935 in Hamm) ist ein deutscher Thorax-, Herz- und Gefäßchirurg und Hochschullehrer. Er war Gründungsdirektor des Zentrums für Herzchirurgie am Klinikum der Universität Antwerpen in Belgien, wo er ab 1983 als Professor lehrte.

## Leben
Paul J. Walter entstammt einer im westfälischen Hamm ansässigen Familie von Kürschnern in vierter Generation und schloss zunächst eine Lehre in diesem Handwerk nach einer Gesellenprüfung im Jahr 1955 ab. Anschließend erlangte er das Abitur am damaligen Neusprachlichen Gymnasium, dem heutigen Märkischen Gymnasium Hamm. Danach nahm er ein Studium der Medizin und Psychologie an den Universitäten von Freiburg, Erlangen, Köln und an der Freien Universität von Berlin auf. Nach dem Staatsexamen in Medizin 1965 in Berlin war er Assistenzarzt am Klinikum der Freien Universität Berlin, das heutige Universitätsklinikum Benjamin Franklin.
Von 1966 bis 1968 war er wissenschaftlicher Assistent am physiologischen Institut der Ludwig-Maximilian Universität München. Er wurde dort im Jahr 1967 mit einer experimentellen Arbeit zum Doktor der Medizin promoviert und erhielt seine Approbation als Arzt. Von 1971 bis 1968 war er als wissenschaftlicher Assistent des Lehrstuhls für Physiologie in München tätig. Ab September 1968 war er wissenschaftlicher Assistent an der chirurgischen Klinik der Medizinischen Hochschule Hannover und erhielt seine herzchirurgische Ausbildung unter der Leitung des Professors Hans Georg Borst. 1970 erhielt er der Hermann-Kümmel-Preis der Vereinigung Nordwestdeutscher Chirurgen. In Hannover habilitierte er sich im November 1971 mit dem Thema Behandlung des Herzinfarktes durch transmurale Blutzufuhr aus der Herzhöhle.
Im September 1973 wurde er vom Ministerpräsidenten des Landes Hessen zum Professor an der Justus-Liebig Universität Gießen ernannt. Der damals in Wettenberg lebende Walter erhielt am 17. Juni 1983 seine Berufung auf die Professur für Herzchirurgie und Ernennung zum Direktor der damals neu einzurichtenden Klinik für Herz- und Gefäßchirurgie am Universitäts-Krankenhaus von Antwerpen in Belgien. Nach Vollendung aller räumlichen, personellen und technischen Voraussetzungen führte er dort am 7. März 1984 die erste Herzoperation durch. Nach nur wenigen Jahren entwickelte sich die Klinik in der Wilrijkstraat zur zweitgrößten herzchirurgischen Abteilung in Belgien. Bis zum August 1994 wurden etwa 8.500 Patienten am offenen Herzen operiert.
Neben seiner klinischen Tätigkeit organisierte er internationale wissenschaftliche Kongresse zum Thema Lebensqualität nach Herzoperationen, deren Ergebnisse in Buchform publiziert wurden. Am 7. April 1988 führte er an einem vier Monate alten Siamesischen Zwillingspaar weltweit zum zweiten Mal eine Trennung des Bauch-Brustraums und des gemeinsamen Herzens durch.
Walter beendete am 30. September 1995 seine Tätigkeit als Klinikdirektor. Er wurde bei seiner Emeritierung als Professor an der Universität Antwerpen vom deutschen Botschafter in Belgien mit dem Verdienstorden der Bundesrepublik Deutschland ausgezeichnet.
Paul J. Walter ist katholisch und hatte die Zahnärztin und in Gießen praktizierende Kieferorthopädin Sigrid Seeger geheiratet.

## Veröffentlichungen
- Return to Work After Coronary Artery Bypass Surgery. Psychosocial and Economic Aspects. 1985 (als Herausgeber und Autor), ISBN 978-3-642-69857-6
- Treatment of End-Stage Coronary Artery Disease. 1988 (als Herausgeber und Autor), ISBN 978-3-8055-4717-8
- Quality of Life after Open Heart Surgery. 1992 (als Herausgeber und Autor), ISBN 978-0-7923-1580-3
- Coronary Bypass Surgery in the Elderly. Ethical, Economical and Quality of Life Aspects. 1995 (als Herausgeber und Autor), ISBN 978-0-7923-3188-9.